# Coscinia
Coscinia é um gênero de traça pertencente à família Arctiidae.